# فرانچسکو سولیمنا
فرانچسکو سولیمنا (انگلیسی: Francesco Solimena; ۴ اکتبر ۱۶۵۷ – ۳ آوریل ۱۷۴۷) نقاش، و معمار اهل ایتالیا بود. او در نزدیکی آولینو به دنیا آمد. سولمینا بنیانگذار کارگاه‌های هنری و در نهایت فرهنگستان در ناپل است. او در ناپل از دنیا رفت.